# Бальде, Мама
Мама́ Самба́ Бальде́ (порт. Mama Samba Baldé; род. 6 ноября 1997 или 6 ноября 1995, Гвинея-Бисау) — бисау-гвинейский футболист, нападающий клуба «Брест» и сборной Гвинеи-Бисау.

## Клубная карьера
Бальде — воспитанник клубов «Ресьош Алгураж», «Сентенш» и лиссабонского «Спортинга». 11 мая 2014 года в матче против дублёров «Браги» он дебютировал в Сегунда лиге в составе дублёров последних. В 2015 году Мама выступал за «Бенфику» из Каштелу-Бранку на правах аренды. Летом 2017 года Бальде на правах аренды перешёл в «Авеш». В матче против «Белененсеш» он дебютировал в Сангриш лиге. 11 февраля 2018 года в поединке против «Белененсеш» Мама забил свой первый гол за «Авеш».
Летом 2019 года Бальде перешёл во французский «Дижон», подписав контракт на 3 года. 10 августа в матче против «Сент-Этьена» он дебютировал в Лиге 1. 28 сентября в поединке против «Реймса» Мама забил свой первый гол за «Дижон».
Летом 2021 года Бальде перешёл в «Труа», подписав контракт на четыре года. Сумма трансфера составила 3,5 млн евро. 7 августа в матче против «Пари Сен-Жермен» он дебютировал за новую команду. 26 сентября в поединке против «Анже» Мама забил свой первый гол за «Труа».
В 2023 году Бальде на правах аренды перешёл в «Олимпик Лион». 3 сентября в матче против «Пари Сен-Жермен» он дебютировал за новый клуб.

## Международная карьера
8 июня 2019 года в отборочном матче чемпионата мира 2022 против сборной Анголы Бальде дебютировал за сборную Гвинеи-Бисау. В том же году Мама принял участие в Кубке Африки в Египте. На турнире он сыграл в матчах против Камеруна, Бенина и Ганы.
В 2022 году Бальде принял участие в Кубке Африки в Камеруне. На турнире он сыграл в матчах против Судана, Египта и Нигерии.
7 сентября 2021 года в отборочном матче чемпионата мира 2022 года против сборной Судана Мама забил свой первый гол за национальную команду.
В 2024 году Бальде принял участие в Кубке Африки 2023 в Кот-д’Ивуаре. На турнире он сыграл в матчах против сборных Кот-д’Ивуара и Экваториальной Гвинеи.

### Голы за сборную Гвинеи-Бисау
| #   | Дата            | Место                                 | Противник    | Счёт | Результат | Соревнование                     |
| --- | --------------- | ------------------------------------- | ------------ | ---- | --------- | -------------------------------- |
| 01. | 7 сентября 2021 | Аль-Хиляль Стэйдиум, Омдурман, Судан  | Судан        | 1:4  | 2:4       | Чемпионат мира 2022 квалификация |
| 02. | 24 марта 2023   | Национальный стадион, Абуджа, Нигерия | Нигерия      | 0:1  | 0:1       | Кубок Африки 2023 квалификация   |
| 03. | 17 ноября 2023  | Марракеш, Марракеш, Марокко           | Буркина-Фасо | 0:1  | 0:1       | Чемпионат мира 2026 квалификация |
| 04. | 6 января 2024   | 26 марта, Бамако, Мали                | Мали         | 1:2  | 2:6       | Товарищеский матч                |